# Europapokal der Landesmeister 1978/79
Der Europapokal der Landesmeister 1978/79 war die 24. Auflage des Wettbewerbs. 33 Klubmannschaften nahmen teil, darunter 32 Landesmeister der vorangegangenen Saison und mit dem FC Liverpool der Titelverteidiger.
Das Finale am 30. Mai 1979 im Münchner Olympiastadion gewann Nottingham Forest mit 1:0 gegen Malmö FF.
Torschützenkönig wurde der Schweizer Claudio Sulser vom Grasshopper Club Zürich mit 11 Treffern.

## Modus
Die Teilnehmer spielten im reinen Pokalmodus mit (bis auf das Finale) Hin- und Rückspielen um die Krone des europäischen Vereinsfußballs. Bei Torgleichstand zählte zunächst die größere Zahl der auswärts erzielten Tore; gab es auch hierbei einen Gleichstand, wurde das Rückspiel verlängert und ggf. sofort anschließend ein Elfmeterschießen zur Entscheidung ausgetragen.

## Vorrunde
Das Hinspiel fand am 16. August, das Rückspiel am 30. August 1978 statt.
|           | Gesamt |                 | Hinspiel | Rückspiel |
| --------- | ------ | --------------- | -------- | --------- |
| AS Monaco | 3:2    | Steaua Bukarest | 3:0      | 0:2       |

## 1. Runde
Die Hinspiele fanden am 13. September, die Rückspiele am 27. September 1978 statt.
|                         | Gesamt          |                           | Hinspiel | Rückspiel |
| ----------------------- | --------------- | ------------------------- | -------- | --------- |
| FC Brügge               | 3:4             | Wisła Krakau              | 2:1      | 1:3       |
| Real Madrid             | 12:00           | FC Progrès Niederkorn     | 5:0      | 7:0       |
| AEK Athen               | 7:5             | FC Porto                  | 6:1      | 1:4       |
| Fenerbahçe Istanbul     | 3:7             | PSV Eindhoven             | 2:1      | 1:6       |
| KS Vllaznia Shkodra     | 3:4             | FK Austria Wien           | 2:0      | 1:4       |
| TJ Zbrojovka Brünn      | 4:2             | Újpesti Dózsa SC Budapest | 2:2      | 2:0       |
| 1. FC Köln              | 5:2             | ÍA Akranes                | 4:1      | 1:1       |
| Juventus Turin          | 1:2             | Glasgow Rangers           | 1:0      | 0:2       |
| Nottingham Forest       | 2:0             | FC Liverpool              | 2:0      | 0:0       |
| Grasshopper Club Zürich | 13:30           | FC Valletta               | 8:0      | 5:3       |
| Haka Valkeakoski        | 1:4             | Dynamo Kiew               | 0:1      | 1:3       |
| Malmö FF                | 1:0             | AS Monaco                 | 0:0      | 1:0       |
| Omonia Nikosia          | (a)2:2(a)       | Bohemians Dublin          | 2:1      | 0:1       |
| Odense BK               | 3:4             | Lokomotive Sofia          | 2:2      | 1:2       |
| Linfield FC             | 0:1             | Lillestrøm SK             | 0:0      | 0:1       |
| Partizan Belgrad        | 2:2 (4:5 i. E.) | Dynamo Dresden            | 2:0      | 0:2 n. V. |

## 2. Runde
Die Hinspiele fanden am 18. Oktober, die Rückspiele am 1. November 1978 statt.
|                    | Gesamt    |                         | Hinspiel | Rückspiel |
| ------------------ | --------- | ----------------------- | -------- | --------- |
| TJ Zbrojovka Brünn | (a)3:3(a) | Wisła Krakau            | 2:2      | 1:1       |
| Real Madrid        | (a)3:3(a) | Grasshopper Club Zürich | 3:1      | 0:2       |
| Bohemians Dublin   | 0:6       | Dynamo Dresden          | 0:0      | 0:6       |
| FK Austria Wien    | 4:1       | Lillestrøm SK           | 4:1      | 0:0       |
| AEK Athen          | 2:7       | Nottingham Forest       | 1:2      | 1:5       |
| Glasgow Rangers    | 3:2       | PSV Eindhoven           | 0:0      | 3:2       |
| Dynamo Kiew        | 0:2       | Malmö FF                | 0:0      | 0:2       |
| Lokomotive Sofia   | 0:5       | 1. FC Köln              | 0:1      | 0:4       |

## Viertelfinale
Die Hinspiele fanden am 6./7. März, die Rückspiele am 21./22.(Rangers vs. Köln) März 1979 statt.
|                   | Gesamt |                         | Hinspiel | Rückspiel |
| ----------------- | ------ | ----------------------- | -------- | --------- |
| 1. FC Köln        | 2:1    | Glasgow Rangers         | 1:0      | 1:1       |
| FK Austria Wien   | 3:2    | Dynamo Dresden          | 3:1      | 0:1       |
| Wisła Krakau      | 3:5    | Malmö FF                | 2:1      | 1:4       |
| Nottingham Forest | 5:2    | Grasshopper Club Zürich | 4:1      | 1:1       |

## Halbfinale
Die Hinspiele fanden am 11. April, die Rückspiele am 25. April 1979 statt.
|                   | Gesamt |            | Hinspiel | Rückspiel |
| ----------------- | ------ | ---------- | -------- | --------- |
| Nottingham Forest | 4:3    | 1. FC Köln | 3:3      | 1:0       |
| FK Austria Wien   | 0:1    | Malmö FF   | 0:0      | 0:1       |

## Finale
| Nottingham Forest                            | Nottingham Forest | Malmö FF | Malmö FF |
| -------------------------------------------- | --- | --- | -------- |
| Nottingham Forest                            | \| 30. Mai 1979 in München (Olympiastadion) \| \| Ergebnis: 1:0 (1:0) \| \| Zuschauer: 57.000 \| \| Schiedsrichter: Erich Linemayr ( Österreich) \|                                       | \| 30. Mai 1979 in München (Olympiastadion) \| \| Ergebnis: 1:0 (1:0) \| \| Zuschauer: 57.000 \| \| Schiedsrichter: Erich Linemayr ( Österreich) \| | Malmö FF |
| Nottingham Forest                            | Peter Shilton – Viv Anderson, Larry Lloyd, Kenny Burns, Frank Clark – Trevor Francis, John McGovern , Ian Bowyer, John Robertson – Tony Woodcock, Garry Birtles Cheftrainer: Brian Clough | Jan Möller – Roland Andersson, Kent Jönsson, Magnus Andersson, Ingemar Erlandsson – Staffan Tapper (36. Claes Malmberg), Anders Ljungberg, Robert Prytz, Jan-Olov Kinnvall – Tommy Hansson (83. Tommy Andersson), Tore Cervin Cheftrainer: Bob Houghton ( England) | Malmö FF |
| Nottingham Forest                            | 1:0 Trevor Francis (45.) | | Malmö FF |
| 30. Mai 1979 in München (Olympiastadion)     | | |          |
| Ergebnis: 1:0 (1:0)                          | | |          |
| Zuschauer: 57.000                            | | |          |
| Schiedsrichter: Erich Linemayr ( Österreich) | | |          |

## Beste Torschützen
| Rang | Spieler               | Klub                    | Tore |
| ---- | --------------------- | ----------------------- | ---- |
| 1    | Claudio Sulser        | Grasshopper Club Zürich | 11   |
| 2    | Garry Birtles         | Nottingham Forest       | 6    |
| 3    | Dieter Müller         | 1. FC Köln              | 5    |
|      | Walter Schachner      | FK Austria Wien         | 5    |
| 5    | Kazimierz Kmiecik     | Wisła Krakau            | 4    |
|      | Willy van der Kuijlen | PSV Eindhoven           | 4    |

## Eingesetzte Spieler Nottingham Forest
| Nottingham Forest |
| --- |
| - Tor: Peter Shilton (9/-) - Abwehr: Larry Lloyd (9/1); Viv Anderson (8/1); Frank Clark (7/-); Kenny Burns (5/-); David Needham (4/1); Colin Barrett (3/1); - Mittelfeld: John Robertson (9/2); John McGovern (8/1); Ian Bowyer (7/2); Archie Gemmill (7/1); Martin O’Neill (4/1); Gary Mills (1/-) - Angriff: Garry Birtles (9/6); Tony Woodcock (9/1); Trevor Francis (1/1); John O’Hare (1/-) - Trainer: Brian Clough |